# Ringier
Ringier AG é um conglomerado multimídia suíço fundado em 1833 e com sede em Zurique. A estratégia atual baseia-se não apenas nos meios de comunicação social, mas também no e-commerce e no entretenimento. Tem uma receita anual de aproximadamente 1000 milhões de euros e emprega cerca de 6.400 pessoas em dezanove países.

## Ringier Sports Media Group
Em 2022 o grupo criou a sua divisão de media focada nas marcas de desporto, a Ringier Sports Media Group.
Em 2023 o grupo adquiriu um dos três maiores jornais desportivos de Portugal, o jornal A Bola.